# Kispest-Rózsatéri Református Egyházközség
A Rózsatéri Gyülekezet Kispest kertvárosi részében található, református szellemiségű, családbarát gyülekezet. A Gyülekezetet dr. Ablonczy Dániel alapította, jelenleg fia, Ablonczy Kálmán szolgál. Rózsatér alapvetően többgenerációs családokból épül fel. A gyülekezethez tartozik a Karácsony Sándor Rózsatéri Református Általános Iskola és Óvoda is ahol az óvodás korosztálytól a 8. osztályig folyik a nevelés. A gyülekezet másik intézménye a Simeon Rózsatéri Öregotthon.

## Történet
A gyülekezetet 1944-ben alapította Ablonczy Dániel. A gyülekezeti ház az akkor még Rózsa-térnek nevezett helyen, egy sarok ingatlanon valósult meg, több lakás összenyitásából. Ablonczy Dániel komoly hittel, és munkával építette fel, és vezette a gyülekezetet 1984-ig, nyugdíjba vonulásáig. Sok könyvet, Biblia magyarázatot írt. Festményeiből a Karácsony Sándor iskolát támogatja. Nagy családja (10 gyermeke, 36 unokája, és dédunokái) példaértékű. Munkásságát Kispest díszpolgára, és a teológia díszdoktora címével tüntették ki. Utána fia, Ablonczy Kálmán vette át a munkát. A gyülekezet számára kicsinek bizonyult a régi épület, így 1992-1994 között megépült a jelenlegi templom, amit Nagy Béla tervezett. Ablonczy Kálmán lelkipásztor sok területen szolgál egyszerre: Istentiszteletek tartása, sokféle gyülekezeti alkalmak, hittanórák, keresztelők, esküvők temetések tartása is a feladata. Munkájának köszönhetően igazi nagy családdá vált a gyülekezet.

## Szervezeti felépítés
A gyülekezet a Magyarországi Református Egyház, Dunamelléki Református Egyházkerület, Budapest-Déli Egyházmegye alá tartozik. A Gyülekezet vezetője a lelkipásztor (Ablonczy Kálmán), az ő munkáját segíti a gondnok (dr. Kovács Attila), és a missziói gondnok (Pásztor Lajos), és a presbiterek. A Presbitériumot 6 évente a gyülekezet választja, 28+5 taggal. Szavazni a választói névjegyzékben szereplő emberek szavazhatnak. A presbitériumi tisztségre előzetesen felkért, és elfogadott jelölésekre lehet szavazni. Külön kell szavazni a gondnokra, és a missziói gondnokra is. A presbitérium feladata az évente minimum 4 alkalommal tartandó presbiteri gyűlés, ahol a gyülekezet hivatalos ügyeiben tudnak döntést hozni, amit jegyzőkönyvbe is foglalnak. A lelkész feladata a hívek lelki építése, gondozása, látogatása, és számon tartása. A gondnok feladata a templommal kapcsolatos teendők számon tartása, segítség a lelkésznek. A missziói gondnok feladata a hívek lelki életének gondozása, segítve a lelkész munkáját.

## Gyülekezeti élet
A gyülekezetbe rendszeresen 150-200 ember jár, ezt hozzávetőleg 100 család alkotja. A gyülekezet egész életére jellemző volt a családi jelleg, a gyülekezet magját több generációs nagycsaládok alkotják (pl. Ablonczy, Vándor, Füle, Bartha, Nagy családok). A gyülekezet főbb alkalmai az Istentisztelet, a keddenként 18:00 órakor kezdődő ima, és Bibliaóra, és a péntek esténként 19:00 kor kezdődő ifjúsági óra. A házaspárok a családoknál tartott házas órákon tudnak találkozni. Nyaranta gyermekeknek, felnőtteknek többféle egy hetes táborokat szerveznek. Ősszel tartja a gyülekezet a Hálaadás napját, amikor megáldatásra kerülnek a 25, 50 éve konfirmáltak, és a 25, és 50 éve házasok is. Ősszel kerül sor a gyülekezeti buszos kirándulásra itthon vagy külföldre utazva.

### Istentisztelet
A gyülekezet alapvető találkozási helye a vasárnap délelőtt 10:00 órakor kezdődő Istentisztelet. Az Istentisztelettel párhuzamosan van a gyermekeknek, és az óvodásoknak is külön-külön alkalom a nekik megfelelő nyelvezettel. Az Istentiszteletek 1 órásak, közös énekléssel kezdődik a Református Énekeskönyvből, majd imádság, és a Bibliai rész felolvasása történik (lectio, textus). Az Istentisztelet fő része a prédikáció (kb 20-30 perc) amikor a lelkész a textus alapján beszél a gyülekezethez, egy példázat alapján, az evangéliumról, vagy Jézus életéről. Az igehirdetés után imádság következik, amit a Mi atyánk zár Ünnepekkor (Ökumenikus imahét, Húsvét, Pünkösd, TisztaForrás csendes nap, Reformáció, Karácsony) Úrvacsorával fejeződik be. Úrvacsorát minden konfirmált ember vehet. Az Úrvacsora a kenyér, majd a bor magunkhoz vételezésével történik. Az Istentisztelet keretében, az igehirdetés előtt tartják a keresztelőt.
Az Istentiszteleteket színesíti időnként az Énekkar, a Csermely kórus, vagy a Gyermekkórus szolgálata. Minden hónap első vasárnapján Családi Istentiszteletet tartanak, ahol a gyermekek és a felnőttek nem külön, hanem együtt vesznek részt, ilyenkor az igehirdetés nyelvezete igazodik ehhez.
A családi Istentisztelet keretében az igehirdetés előtt szolgál a gyülekezetben a Karácsony Sándor Rózsaréri Református Általános Iskola valamelyik hittancsoportja is. A Családi Istentisztelet végén egyszerű szeretetvendégség van.

### Csoportok
- Bibliaóra, Imaóra
- Ifi óra
- Házas óra (4 csoport)
- Énekkar
- Csermely kórus
- Gyermek kórus
- Konfirmandusok (2 csoport)
- Baba-mama kör
- Nikodémus kör
- Fülöp kör
- bizottságok (missziói, építési, pénzügyi, kommunikációs)

### Lelkészek
A gyülekezet hivatalos lelkésze Ablonczy Kálmán. Rendszeres szolgáló Tímár Gabriella (Ulla) lelkésznő Pilisszentlászlóról, és dr. Ablonczy Dániel nyugd. lelkész is. A gyülekezet lelkésze a gyülekezethez tartozó Parókián lakik. Házas, 5 gyermeket nevel.

### Szabadságforrási telek
A gyülekezet nyári táborait (kis-,közép-,nagy gyerekhét, és ifihét) a Szentendre külterületén található Skanzen mögötti területen tartja június-július hónapban. A nyári táborok sok fiatal lelki épülését, és megtérését szolgálta már. A területet a Vándor család ajándékozta a gyülekezetnek.
A tábor körülményei nomádak (sátorozás, forrás). A gyülekezet családi hetét a Tahi Református Üdülőben tartják, ahol kényelmes körülmények, és teljes kiszolgálás mellett a gyülekezet családosai, idősei, és a fiatalok is megtalálhatóak.

### Iratterjesztés
A gyülekezet földszinti részében keresztény témájú könyvek, igés lapok, kiadványok, CD-k vásárolhatóak.

### Adományozás
A Rózsatéri Gyülekezet a perselyadományok, a felajánlott adományok, és a Református Egyház által adott összegből tartja fent önmagát. Adomány névtelenül, erre a célra kiállított dobozban helyezhető el. Az adományozási bevételekért és felhasználásukért a presbitérium felel. 
A Rózsatéri Gyülekezet perselyadományával támogatott célok:
1. Tiszta Forrás Alapítvány (hajléktalan, és iszákos mentő misszió)
2. Legátus

## Szolgálatok

### Keresztelés
Előzetes egyeztetés alapján, gyülekezeti keretek között, feltétele a szülők házassága. Egy vasárnap csak egy keresztelő történhet.

### Konfirmáció
Gyermekek számára: 7. és 8. osztályos tanulóknak, 1 vagy 2 éves felkészítő oktatás, aminek segítségével a gyülekezet teljes jogú tagjaivá válhatnak, a végén a konfirmációi fogadalom tétel található. A konfirmáltak vehetnek Úrvacsorát. A felnőttek számára általában decemberben kezdődik a konfirmáció beszélgetés, a végén személyes vallomást írnak a résztvevők. A felnőtt konfirmáció pár hónapig tart csak.

### Esküvő
előzetes egyeztetés alapján

### Temetés
előzetes egyeztetés alapján

## Hitnézetek és gyakorlat

### Teológiai gyökerek, és jellemző irányzata
- Protestantizmus
- Evangéliumi
- Kálvinizmus

### Alapvető hitnézetek
A Rózsatéri Gyülekezet alapvető hitnézetei a következők:
- A II. helvét hitvallás
- A Heidelbergi Káté

## Intézmények

### Karácsony Sándor Rózsatéri Református Általános Iskola és Óvoda
Az iskolát 1990-ben alapította pár tanár és ifjúsági tag a gyülekezetből, akkor még csak 1 évfolyam indult. Mára közel 190 diák tanul, a nemrég bővített nagy iskolaépületben. Az iskolánál elsődleges a keresztyén szellemiségű nevelés képviselése, Karácsony Sándort követve.  A környezeti nevelés is fontos szerepet kap (természetismeret, kézművesség, furulya oktatás, néptánc). A tantestület kb. 20 főből áll. Az iskola igazgatója Nagy Gábor.

### Simeon Rózsatéri Öregotthon
Az Öregotthon Rácz Jenő munkásságaként valósulhatott meg, a gyülekezet melletti telken. Az Öregotthonban 14 szoba található, amit a lakók maguknak váltanak meg. Az otthonban 24 órás nővéri felügyelet van. Az idős otthon lakóinak sokféle programot szerveznek, és vidámítják meg őket.

## Elérhetőség

### Kispesti Református gyülekezetek
- Kispest-Központi Református Egyházközség Budapest
- Wekerle telepi Református Egyházközség Budapest

## Külső hivatkozások
- Kispest-Rózsatéri Gyülekezet hivatalos honlap
- MRE hivatalos honlap
- Parókia honlap
- Kispesti Önkormányzat honlap